# Уорнер, Малькольм-Джамал
Малькольм-Джамал Уорнер (англ. Malcolm-Jamal Warner; 18 августа 1970, Нью-Джерси, США — 20 июля 2025, Лимон, Коста-Рика) — американский актёр.

## Биография
Малькольм-Джамал Уорнер родился 18 августа 1970 года в Джерси-Сити (Нью-Джерси, США). Назван в честь Малколм Икс и легендарного джазового пианиста Ахмада Джамала.
Когда Малкольму исполнилось 5 лет, его мать Пэм Уорнер забрала сына и уехала в Лос-Анджелес. Джамал воспитывался в основном матерью.
Утонул во время купания 20 июля 2025 года в Коста-Рике.

## Личная жизнь
Был в отношениях с актрисой Мишель Томас. На протяжении семи с половиной лет состоял в отношениях с актрисой Карен Малина Уайт. Уорнер также встречался с актрисой Реджиной Кинг с 2011 по 2013 год.
Состоял в браке, одна дочь.

## Фильмография
- 2002—2004 — Иеремия / Jeremiah — Курди Маллой
- 2008 — Золото дураков — Корделл
- 2016 — Американская история преступлений — Эль Каулингc
- 2015—2017 — Подлый Пит / Sneaky Pete — Джеймс Багвелл
- 2017 — Выстрел / Shot — доктор Джонс
- 2017 — Десять дней в долине / Ten Days in the Valley — Мэтт

## Гостевая роль
- 2002 — Сериал «Прослушка» / 1 эпизод
- 2024 — Сериал «911 служба спасения» / 1 эпизод